# وكالة تدقيق عقود الدفاع

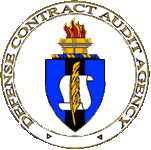

وكالة تدقيق عقود الدفاع (DCAA) هي وكالة تابعة لوزارة دفاع الولايات المتحدة تحت إشراف وكيل وزارة الدفاع (المراقب المالي). تأسست عام 1965 للقيام بجميع عمليات تدقيق العقود لوزارة الدفاع. في السابق، كانت الفروع المختلفة للخدمة العسكرية مسؤولة عن عمليات تدقيق العقود الخاصة بها.
تشمل واجبات الوكالة الخدمات الاستشارية المالية والمحاسبية لوزارة الدفاع فيما يتعلق بالتفاوض وإدارة وتسوية العقود.